# Revolta de Fettmilch

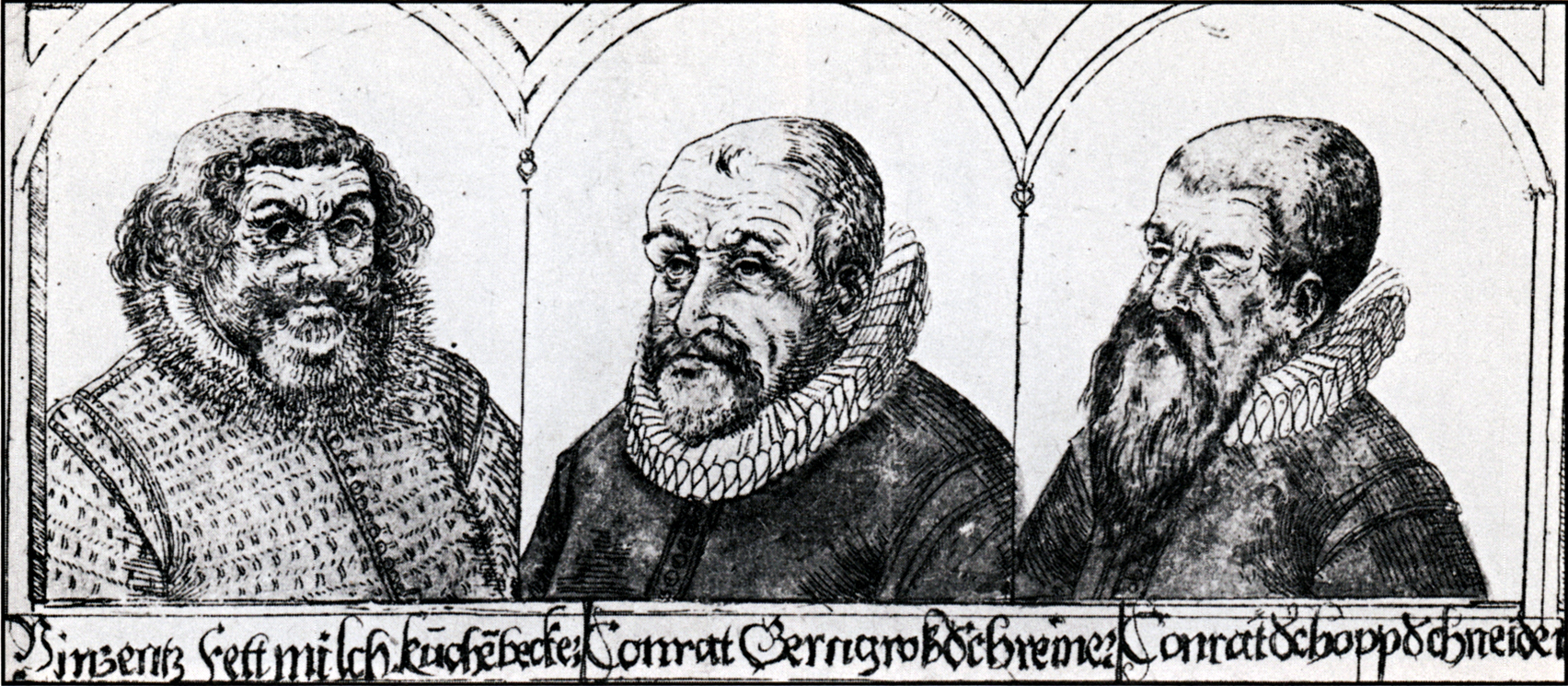
Vinzenz Fettmilch, Conrad Gerngross e Conrad Schopp, os líderes do pogrom, gravura, 1614

 The Fettmilch uprising (em alemão: Fettmilch-Aufstand) de 1614 foi uma revolta antissemita na cidade imperial livre de Frankfurt am Main, liderada pelo padeiro Vincenz Fettmilch. Inicialmente, foi um levante das corporações de ofício contra a má administração do conselho da cidade dominado pelos patrícios e culminou no saque da Frankfurter Judengasse (bairro judeu) e na expulsão de toda a população judaica de Frankfurt, o pior surto de antissemitismo na Alemanha entre o século XIV e a década de 1930. O levante durou de maio até ser finalmente sufocado em novembro, por meio da intervenção do Imperador do Sacro Império Romano-Germânico, do landgrave de Hesse-Cassel e do arcebispo de Mainz.

## Contexto
O levante teve origem na consolidação do regime patrício em Frankfurt no final do século XVI, bem como no descontentamento dos cidadãos com a má administração do conselho (em alemão: Rat) da cidade e a influência limitada das corporações de ofício na política cívica. Essas reivindicações políticas das guildas se entrelaçaram com o sentimento antissemita desde o início.

### Início dos distúrbios

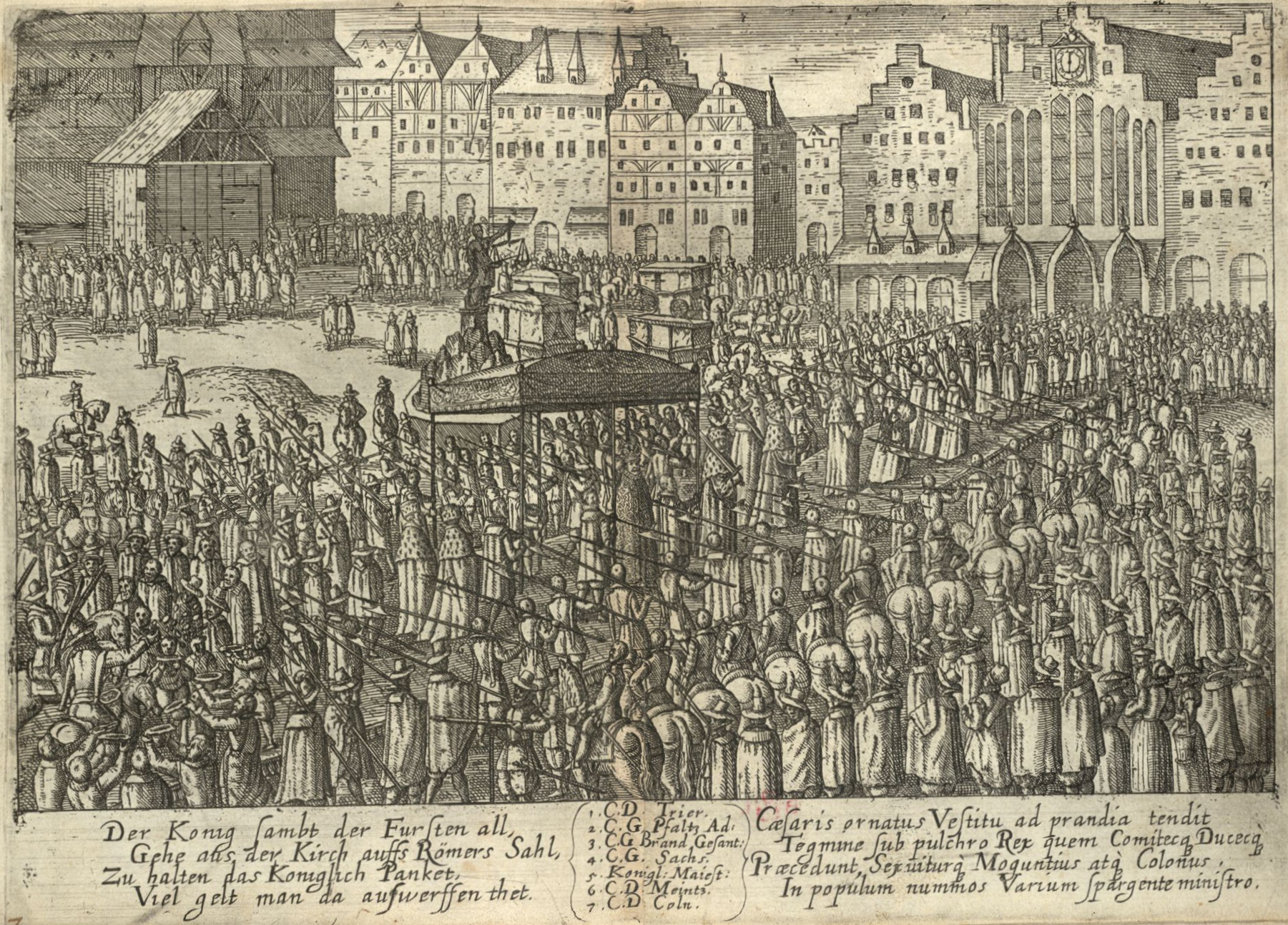
Desfile de coroação em frente ao Römer de Frankfurt para o Imperador Matias, em 13 de junho de 1612.

A agitação começou em 9 de junho de 1612, quando os cidadãos e mestres de guilda exigiram que os privilégios da cidade fossem lidos publicamente pelo conselho antes da eleição do novo imperador, Matias, como era costume em tempos anteriores. A última vez que isso ocorrera fora 36 anos antes, antes da eleição do antecessor de Matias, Rodolfo II. O conselho negou o pedido dos cidadãos, gerando rumores de que planejava ocultar deles informações sobre as isenções fiscais que seriam concedidas pelo novo imperador.
Além disso, os cidadãos queriam ter mais voz no governo municipal. Os 42 membros do conselho eram dominados pelos 24 representantes das famílias “patrícias” pertencentes à sociedade  de, parte do patriciado de Frankfurt que levava um estilo de vida nobre e vivia de rendas fundiárias em vez de comércio ou negócios. O Alten Limpurg era contraposto a outra sociedade patrícia,  de, que reunia os grossistas da cidade e dividia as 18 cadeiras remanescentes com representantes das corporações de ofício. Essa distribuição de cadeiras era fixa. Além disso, não havia eleições gerais; só se votava quando um membro em particular renunciava ou morria, para escolher seu sucessor.
Os mestres de guilda também pressionavam pela criação de um mercado público de cereais em Frankfurt, para reduzir os preços de grãos, e pela diminuição da taxa de juros cobrada pelos judeus de Frankfurt, de 12% para 6%. Os calvinistas exigiam posição cívica igual à dos luteranos e, mais tarde, apoiariam o levante em maior número do que eles. Além dessas reivindicações concretas, porém muito diversas, havia um descontentamento geral que se acumulava havia décadas em relação ao que se percebia como autointeresse do conselho, que começara a chamar os cidadãos de “súditos” em seus comunicados públicos.
O aspecto antissemita do levante se explicava, em parte, pela presença de comerciantes, artesãos e outros que tinham dívidas com agiotas da Judengasse de Frankfurt e esperavam se livrar dessas dívidas expulsando seus credores.

### O contrato dos cidadãos

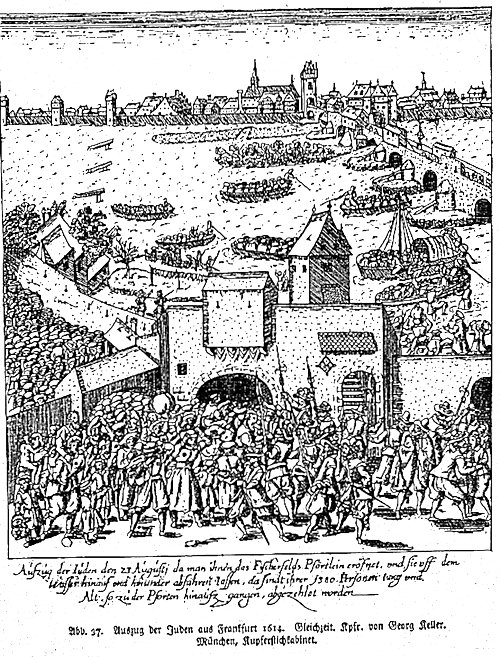
Expulsão dos judeus de Frankfurt em 23 de agosto de 1614.

Na controvérsia sobre a leitura dos privilégios, o lojista e padeiro de pão de gengibre, Vinzenz Fettmilch, cidadão da cidade desde 1593, atuou como porta-voz dos mestres de guilda. Após serem rechaçados pelo conselho, eles recorreram primeiro aos príncipes-eleitores e seus representantes, que estavam em Frankfurt para realizar a eleição do imperador, e finalmente ao novo imperador em pessoa, quando este chegou à cidade para a coroação. Inicialmente, os eleitores e o imperador se recusaram a intervir nos assuntos internos de Frankfurt. Mas, quando as guildas formaram um comitê para negociar com o conselho, Matias estabeleceu uma comissão para arbitrar a disputa.
Essa comissão, liderada pelos senhores vizinhos, o arcebispo-eleitor de Mainz e o landgrave de Hesse-Cassel, era vista pelos patrícios de Frankfurt como uma ameaça a seu status. Além disso, temiam que a desordem prejudicasse a Messe (o mercado da cidade). Nurembergue e outras cidades comerciais já haviam enviado consultas formais ao governo de Frankfurt, perguntando se a segurança dos comerciantes estrangeiros poderia ser garantida. Assim, em 21 de dezembro de 1612, o conselho assinou voluntariamente um acordo, o “contrato dos cidadãos” (em alemão: Bürgervertrag). Essa nova constituição cívica, que vigoraria até 1806, ampliava o conselho em mais 18 cadeiras e criava um comitê de nove membros representando as guildas, com direito de auditar as contas financeiras da cidade. Em 1614, o conselho recém-ampliado elegeu Nicolaus Weitz como o novo Stadtschultheiß (semelhante a um prefeito).

### Crise renovada
Quando a nova auditoria ocorreu em 1613, constatou-se que Frankfurt estava profundamente endividada e que o conselho havia gasto, entre outras coisas, o fundo destinado aos pobres e aos doentes. Os arrecadadores de impostos haviam desviado dinheiro de multas para uso pessoal. Além disso, tornou-se público que o patrício  de tentara convencer o imperador a bloquear o contrato dos cidadãos.
Outro ponto de conflito foi a “Judenstättigkeit”, a ordenança que regulamentava a vida dos judeus de Frankfurt. O dinheiro de proteção que os judeus eram obrigados a pagar com base nessa ordenança não ia para o tesouro da cidade. Em vez disso, os membros do conselho dividiam-no entre si. Para evitar que esse ato ilegal se tornasse público, o conselho confiscou todas as cópias impressas da Judenstättigkeit. Ao mesmo tempo, espalharam-se boatos de que os judeus haviam se aliado aos patrícios. Por fim, Vincenz Fettmilch publicou o decreto concedido pelo Imperador Carlos IV aos judeus de Frankfurt em 1349, que trazia a sentença fatal declarando que o imperador não responsabilizaria a cidade se os judeus “fossem para a morte, perecessem ou fossem mortos.” Muitos interpretaram isso como uma permissão para realizar um pogrom.

## O levante
Em 6 de maio de 1613, depois que se tornou público o tamanho da dívida de Frankfurt – 9,5 toneladas de florins de ouro – uma multidão invadiu o Römer (o prédio do conselho de Frankfurt) e obrigou-os a entregar as chaves do tesouro da cidade ao comitê de nove membros das guildas. Nos meses seguintes, o conselho só pôde gastar dinheiro autorizado por esse comitê. Sob a alegação de que ambos os lados haviam violado o contrato dos cidadãos recentemente firmado, o imperador interveio, buscando um compromisso. Em 15 de janeiro de 1614, as duas partes assinaram um novo acordo.

### Deposição do Conselho e ameaça de banimento imperial
Como o Conselho não conseguiu apresentar provas do paradeiro das 9,5 toneladas de ouro desaparecidas, a ala radical das guildas, sob a liderança de Vincenz Fettmilch, ganhou força. Em 5 de maio de 1614, ele ordenou que seus seguidores ocupassem os portões da cidade, declarou o antigo conselho dissolvido e prendeu seus membros no Römer. O prefeito sênior  de, um dos 18 novos conselheiros criados pelo contrato dos cidadãos, negociou com os manifestantes e, em 19 de maio, assinou um acordo com Fettmilch prevendo a renúncia do conselho. No entanto, dois meses depois, em 26 de julho, um arauto imperial apareceu na cidade exigindo a restauração do conselho. Quando isso não ocorreu até 22 de agosto, o imperador ameaçou colocar todos os moradores de Frankfurt sob banimento imperial que não estivessem dispostos a jurar obediência a seu comando.

### Saques à Judengasse

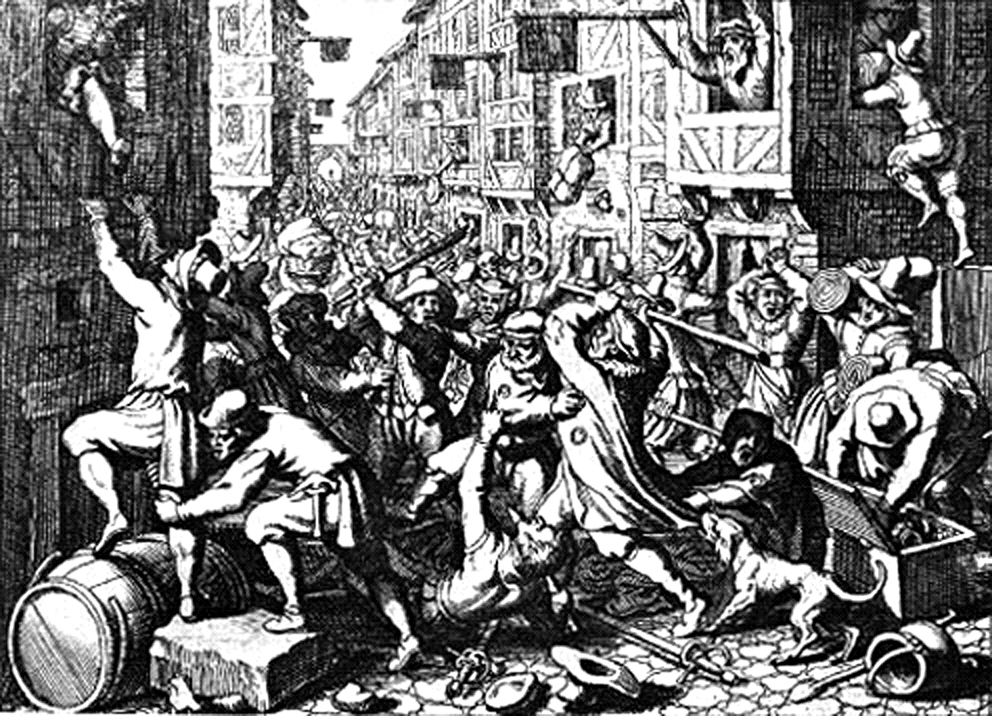
O saque da Frankfurter Judengasse durante o pogrom de Fettmilch; gravura de Matthäus Merian the Elder, 1628.

Os manifestantes, que haviam presumido o tempo todo que o imperador os apoiaria, reagiram com fúria, voltada contra o mais fraco de seus supostos inimigos. Em 22 de agosto, uma turba de oficiais percorreu a cidade gritando “dê-nos trabalho e pão!” Perto do meio-dia, os oficiais, agora embriagados, invadiram a Judengasse de Frankfurt, o gueto murado no lado leste da cidade, acessado por três portões.
Nos combates que se seguiram, um dos oficiais e dois defensores judeus morreram. Os judeus acabaram fugindo para o  de ou para a parte cristã da cidade, onde muitos foram escondidos por cidadãos de Frankfurt solidários. Enquanto isso, a multidão saqueava a Judengasse, até ser finalmente expulsa pela milícia cidadã de Frankfurt por volta da meia-noite. Os prejuízos desse saque chegaram a cerca de 170 000 florins.
O próprio Vincenz Fettmilch aparentemente não participou do tumulto. Mais tarde, em seu julgamento, alegou que tudo aconteceu contra sua vontade. É possível que tenha momentaneamente perdido o controle de seus seguidores. Não há, contudo, provas convincentes de que Fettmilch se desvinculasse desses eventos. Pelo contrário, no dia seguinte, ordenou a expulsão de todos os judeus de Frankfurt. A maioria deles buscou refúgio nas cidades vizinhas de Höchst e Hanau (em Mainz e Hesse, respectivamente).

## O fim de Fettmilch

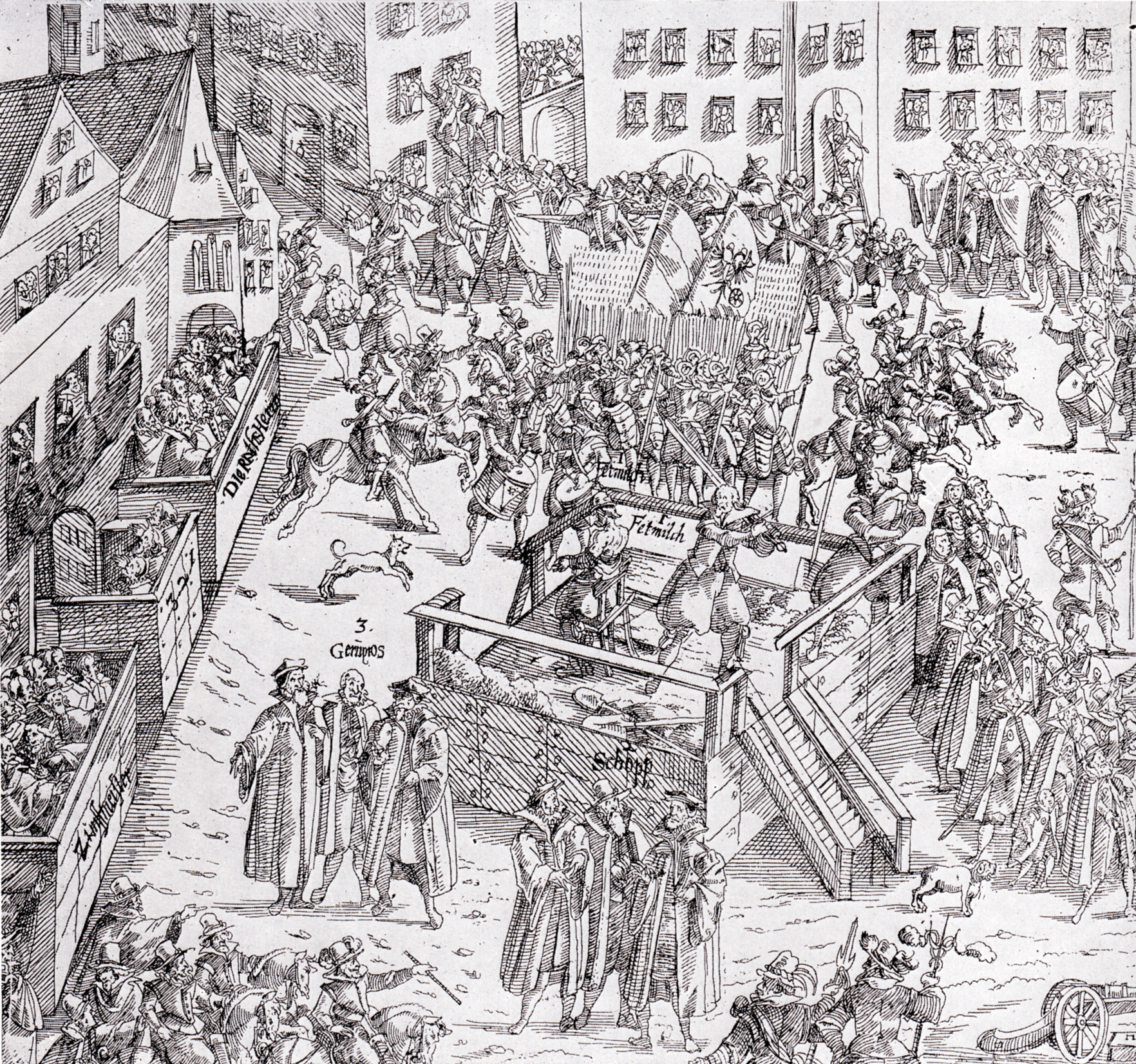
A execução de Fettmilch em Rossmarkt, 28 de fevereiro de 1616

Esses atos antissemitas e o conflito associado com o imperador fizeram o prestígio de Fettmilch cair rapidamente. Cada vez mais seguidores o abandonaram. Em 28 de outubro de 1614, um arauto imperial anunciou no Römer que o banimento imperial fora imposto a Fettmilch e aos alfaiates Konrad Gerngross e Konrad Schopp, como líderes da revolta. Em 27 de novembro, o juiz  de ordenou a prisão de Fettmilch. Subsequentemente, outros quatro moradores de Frankfurt foram colocados sob banimento, incluindo o tintureiro de seda Georg Ebel, de Sachsenhausen.Em um longo julgamento, que se estendeu por quase todo o ano de 1615, Fettmilch e 38 de seus associados não foram processados diretamente pelos distúrbios contra os judeus, mas por lèse-majesté, pois haviam desrespeitado as ordens do imperador. Pelo menos sete deles foram condenados à morte, punição executada em 28 de fevereiro de 1616. Antes da decapitação, cortaram-lhes os dedos do juramento. Fettmilch também foi esquartejado após a execução. As cabeças de Fettmilch, Gerngross, Schopp e Ebel foram expostas em estacas nas torres da Alte Brücke, onde permaneceram pelo menos até a época de Goethe, que as menciona em sua autobiografia Dichtung und Wahrheit.

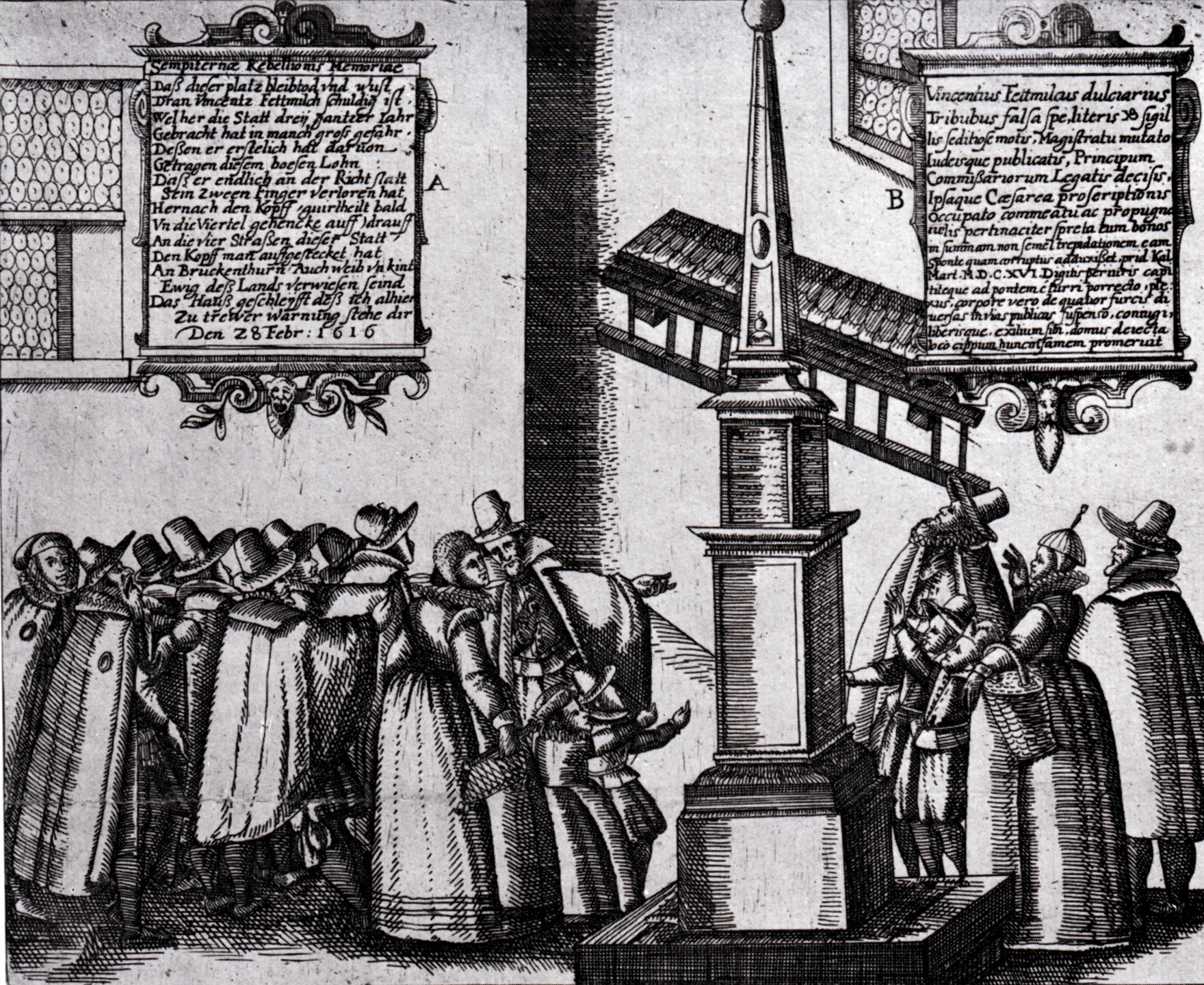
O pilar da vergonha erguido no local da casa de Fettmilch, na Töngesgasse.

Entre as antigas relíquias, o crânio de um criminoso cívico montado na torre da ponte chamava minha atenção desde a infância. Era um entre três ou quatro, como mostravam as lanças de ferro vazias, que resistira a todos os rigores do tempo e do clima desde 1616. Sempre que você voltava de Sachsenhaus para Frankfurt, a torre surgia à sua frente, e o crânio saltava à vista. Aus meinem Leben. Dichtung und Wahrheit. Parte 1, livro 4
A casa de Fettmilch na  de foi demolida e uma  de foi erguida em seu lugar, listando em alemão e em latim seus crimes.
Depois das execuções, que incluíram a leitura extensa de veredictos e duraram várias horas, foi proclamado um mandato imperial ordenando a restauração dos judeus expulsos em agosto de 1614, com seus antigos direitos e privilégios. Ainda naquele dia, os judeus que estavam em Höchst e Hanau desde a expulsão retornaram em um cortejo festivo à Judengasse. Uma águila imperial foi colocada no portão da Judengasse com a inscrição “Majestade Imperial Romana e Proteção do Sagrado Império”.

## Consequências

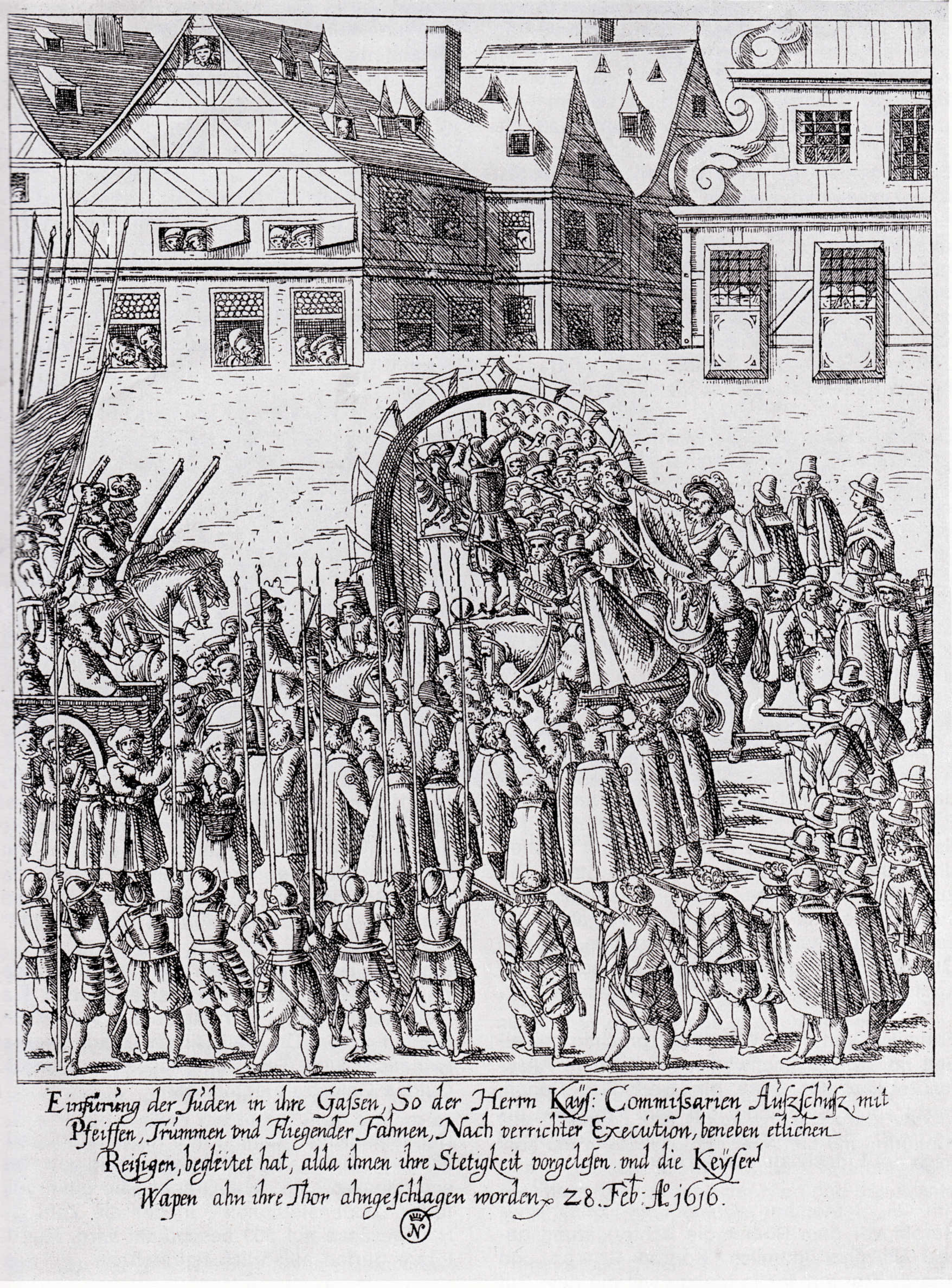
O retorno dos judeus a Frankfurt, 1616

Com o apoio imperial, o antigo conselho controlado pela sociedade Alten Limpurg, em grande medida, impôs seus objetivos. O número de conselheiros dessa sociedade foi limitado a 14, mas todas as reclamações dos cidadãos contra o antigo conselho foram negadas. O equilíbrio de poder no conselho mudou ligeiramente em favor dos comerciantes da sociedade Zum Frauenstein.
Embora o elemento comercial no governo cívico tenha sido levemente fortalecido, a influência dos artesãos foi ainda mais restringida. As guildas foram obrigadas a pagar uma multa de 100 000 florins ao imperador e foram dissolvidas. A supervisão das corporações de ofício passou a ser responsabilidade do próprio conselho. Nove cidadãos de Frankfurt que participaram dos tumultos foram banidos permanentemente da cidade e outros 23 foram exilados por tempo determinado. Mais de 2 000 cidadãos tiveram de pagar multas.
Demorou mais de um século para que os cidadãos de Frankfurt recuperassem pacificamente os privilégios perdidos em decorrência do levante de Fettmilch. Com o apoio do imperador, o comitê de auditoria de nove membros foi restabelecido em 1726, pondo fim aos piores abusos do governo patrício por meio do controle das finanças.
Os judeus deveriam ser indenizados por todos os danos materiais com recursos do tesouro da cidade, mas nunca receberam o dinheiro de fato. Embora fossem as vítimas do levante, as antigas restrições a seus direitos foram em grande parte mantidas. A nova Judenstättigkeit para Frankfurt, emitida pelos comissários imperiais de Hesse e Mainz, determinou que o número de famílias judaicas em Frankfurt fosse limitado a quinhentas. Somente doze casais judeus podiam se casar a cada ano, enquanto os cristãos só precisavam provar ao governo municipal que tinham bens suficientes para obter uma licença de casamento. Os direitos econômicos dos judeus eram amplamente equivalentes aos dos residentes cristãos não cidadãos, já que não podiam administrar lojas, atuar no comércio de pequeno porte, estabelecer parcerias comerciais com cidadãos ou possuir terras. Todas essas limitações já vinham de muito antes, na Idade Média. Uma novidade na nova Judenstättigkeit era que agora os judeus podiam se dedicar explicitamente ao comércio atacadista, embora em certos casos precisassem de garantias, como no caso de grãos, vinho, especiarias e comércio de longa distância de tecidos, seda e outros têxteis. É possível que o imperador tenha expandido o poder econômico dos judeus dessa forma para que pudessem atuar como contrapeso às famílias cristãs mercantis, que, após a abolição das guildas, haviam permanecido no controle de Frankfurt. O gueto da Judengasse perdurou até a era napoleônica.
O aniversário do triunfante retorno judaico a Frankfurt é comemorado anualmente pela comunidade judaica na festa de Purim Vinz em 20 de Adar no calendário judaico. O nome da festividade deriva do primeiro nome de Fettmilch, Vinzenz. Uma canção festiva, Megillat Vintz ou Vinz-Hans-Lief, foi publicada por Elchanan Bar Abraham em 1648 e continuou a ser cantada no Purim Vinz até o século XX. Ela tem quatro versos, cujas letras existem em versões em hebraico, iídiche e alemão. A melodia é a da canção militar alemã Die Schlacht von Pavia. A canção é fonte importante para os eventos do levante.

## Adaptações
- Revolution in Frankfurt, documentário para TV, BR Deutschland 1979, roteiro: Heinrich Leippe, direção: Fritz Umgelter, com Günter Strack, Joost Siedhoff, Richard Münch etc.
- Astrid Keim, Das verschwundene Gold, Acabus 2021 (romance histórico)